# Ilaria Tocchini
Ilaria Tocchini (Livorno, 4 agosto 1967) è un'ex nuotatrice italiana, di specialità delfinista; vinse 38 titoli nazionali tra 100 e 200 metri, subendo una sola sconfitta in 22 gare sui 100 metri ai campionati italiani tra il 1986 e il 1997. Presente in Nazionale sia individuale che in staffetta, vinse 11 titoli italiani anche da mistista, ed ebbe esperienze di dorsista nei primissimi anni di carriera.

## Carriera
Il suo esordio sul podio ai campionati italiani è del 1982, e nello stesso anno ha nuotato con la nazionale nel triangolare Italia - Olanda - Gran Bretagna a maggio e nella coppa Europa a dicembre. L'anno dopo ha partecipato ai Giochi del Mediterraneo di settembre a Casablanca: come dorsista ha vinto un bronzo nei 100 m e come delfinista un argento, le sue prime medaglie internazionali. Nella primavera del 1984 nuotando per lo Sturla Genova ha vinto il primo dei suoi titoli a farfalla e nella Coppa latina ha vinto i 100 m farfalla contribuendo al successo finale della squadra italiana.
Nel 1985 è passata al Chiavari Nuoto e ha nuotato per la prima volta ai campionati europei di Sofia dove è arrivata sesta in finale con la 4 × 100 m mista. È tornata nella sua città alla Livorno Nuoto nel 1986 iniziando a gareggiare e vincere anche nei 200 m delfino. Si è presentata in agosto ai mondiali di Madrid nelle due distanze: nei 100 m ha nuotato la sua prima finale mondiale arrivando settima e nei 200 m è stata seconda in finale B. È stata finalista anche nelle 4 × 100 m a stile libero e mista, settima nella prima con Silvia Persi, Tanya Vannini e Manuela Dalla Valle e quarta nella seconda con Lorenza Vigarani, Manuela Dalla Valle e Silvia Persi.
Per la Tocchini il 1987 è stato un anno molto positivo: sei volte campionessa italiana, con la nazionale a maggio ha vinto tre medaglie di cui due ori in coppa latina; a giugno ha tolto a Cinzia Savi Scarponi il primato italiano dei 200 m farfalla e un mese dopo ha vinto la medaglia d'oro nei 100 m alle universiadi di Zagabria; in agosto ai campionati europei di Strasburgo è arrivata quinta in finale nei 100 e 200 m e medaglia d'argento con la 4 × 100 m mista assieme a Lorenza Vigarani, Manuela Dalla Valle e Silvia Persi stabilendo un primato italiano che è durato fino al 2004. Infine a settembre ai Giochi del Mediterraneo di Latakia è arrivata al secondo posto nei 100 m farfalla e nei 200 m misti ed ha vinto l'oro con la 4 × 100 m mista.
Ha subito le sue ultime sconfitte in Italia ai campionati estivi del 1988, prima dei Giochi olimpici di Seul, in cui è arrivata ottava in finale con la stessa 4 × 100 m mista degli europei 1987. Meno positivo il biennio 1989 - 1990, oltre a mantenere la sua superiorità in Italia nelle sue gare preferite, ha nuotato nella coppa latina in quei due anni ottenendo qualche podio. Nel 1990 ha cambiato squadra, passando alla Livorno Nuoto. Il 1991 è iniziato con i mondiali di Perth dove è tornata a nuotare in una finale importante, quella dei 200 m in cui è arrivata ottava; nei 100 m è arrivata seconda in finale B, mentre la staffetta mista non è arrivata in finale perché è stata squalificata in batteria. In estate ha partecipato solo ai Giochi del Mediterraneo (e non agli europei, come nel 1989) tornando sul podio nei 200 m farfalla (argento) e vincendo con la staffetta mista, con la quale ha vinto un argento anche nella prima edizione degli europei sprint a Gelsenkirchen.
A Roma nel giugno 1992 mostra di essere tornata in buona forma migliorando il primato italiano dei 200 m e vincendo cinque titoli ai campionati nazionali. Viene convocata per i Giochi Olimpici di Barcellona dove ha la delusione della mancata qualificazione alla finale della staffetta mista per 22 centesimi; è arrivata alla finale B nei 100 m delfino ma ha avuto anche la soddisfazione di entrare in una finale olimpica (prima delfinista italiana a raggiungere tale risultato), quella dei 200 m delfino in cui ha migliorato ancora il primato italiano.
Nel 1993 ha vinto altri sei titoli tra campionati primaverili ed estivi, ha contribuito alla vittoria della squadra italiana nella coppa latina disputata a Firenze ed è tornata ai campionati europei disputati a Sheffield: non è entrata in finale nelle gare individuali ed è arrivata quarta per 19 centesimi con la staffetta mista. A dicembre ha partecipato alla prima edizione dei mondiali in vasca corta a Palma di Maiorca fermandosi in semifinale sia nei 100 che nei 200 m.
Sempre a Firenze nell'aprile del 1994 ha nuotato anche nelle staffette a stile libero durante i campionati primaverili con l'obiettivo di entrare nel quartetto italiano per i mondiali di Roma, obiettivo che realizza poi durante i campionati entrando nelle due finali di staffetta: con la 4 × 200 m è arrivata settima con Caterina Borgato, Francesca Salvalajo e Cecilia Vianini mentre nella staffetta mista ha ottenuto il sesto posto assieme a Lorenza VIgarani, Manuela Dalla Valle e Cecilia Vianini. Meno positive invece le gare individuali poiché ha nuotato in entrambe solo nella finale B.
Ha nuotato per la Libertas Safa Torino dal 1995; in nazionale si è qualificata per gli europei di Vienna dove ha vinto la sua unica medaglia europea individuale, l'argento nei 100 m farfalla preceduta da Mette Jacobsen; nella staffetta mista l'Italia è invece arrivata quarta, preceduta sul podio dalla Spagna. Nella stagione in vasca corta 1995-1996 ha nuotato ai mondiali in vasca corta di Rio de Janeiro arrivando alla finale B nei 100 e nei 200 m. Ventinovenne, si è qualificata per i suoi terzi giochi olimpici ad Atlanta dove il quartetto della staffetta mista di Roma è entrato in una ennesima finale, questa volta ottave, mentre è stata eliminata nelle gare individuali.
Il 1997 è stato il suo ultimo anno da agonista, e lo ha onorato restando competitiva fino alla fine: a giugno a Bari ai Giochi del Mediterraneo ha vinto due ori nei 100 m e nella staffetta mista; ha battuto dopo quattordici anni il primato italiano nei 100 m farfalla di Cinzia Savi Scarponi ai campionati estivi di San Donato Milanese di luglio e un mese dopo agli europei di Siviglia si è ancora migliorata nella finale in cui è arrivata quinta, nuotando poi con le due 4 × 100 m in finale arrivando settima a stile libero e per la terza volta quarta in quella mista.
Dopo il ritiro agonistico è rimasta nell'ambiente facendo parte dello staff del Livorno Nuoto.

## Palmarès
nota: questa lista è incompleta
| Giochi olimpici              | 100 m farfalla          | 200 m farfalla           | 4 × 100 m st. libero         | 4 × 200 m st. libero           | 4 × 100 m mista                |
| 1988 Seul Corea del Sud      | 8ª in finale B 1'02"78  | ---                      | ---                          | ---                            | 8ª - 4'13"85 frazione: 1'01"93 |
| 1992 Barcellona Spagna       | 7ª in finale B 1'02"06  | 8ª 2'13"78               | ---                          | ---                            | 9ª - 4'12"77 frazione: 1'01"67 |
| 1996 Atlanta Stati Uniti     | 17ª in batteria 1'01"83 | 17ª in batteria 2'16"10  | ---                          | ---                            | 8ª - 4'10"59 frazione: 1'01"01 |
| Campionati del mondo         | 100 m farfalla          | 200 m farfalla           | 4 × 100 m st. libero         | 4 × 200 m st. libero           | 4 × 100 m mista                |
| 1986 Madrid Spagna           | 7ª 1'01"59              | 2ª in finale B 2'15"58   | 7ª - 3'52"14 frazione: 58"04 | ---                            | 4ª - 4'12"27 frazione: 1'01"21 |
| 1991 Perth Australia         | 2ª in finale B 1'01"94  | 8ª 2'14"81               | ---                          | ---                            | squalificata in batteria       |
| 1994 Roma Italia             | 4ª in finale B 1'01"36  | 3ª in finale B 2'13"89   | ---                          | 7ª - 8'23"78 frazione: 2'05"64 | 6ª - 4'12"41 frazione: 1'00"94 |
| Mondiali in vasca corta      | 100 m farfalla          | 200 m farfalla           | 200 m misti                  | ---                            | ---                            |
| 1993 Palma di Maiorca Spagna | elim. in semifinale "   | elim. in semifinale "    | elim. in batteria 2'17"61    | ---                            | ---                            |
| 1995 Rio de Janeiro Brasile  | 4ª in finale B 1'01"12  | 1ª in finale B 2'13"35   | ---                          | ---                            | ---                            |
| 1997 Goteborg Svezia         | elim. in semifinale "   | ---                      | ---                          | ---                            | ---                            |
| Campionati europei           | 100 m farfalla          | 200 m farfalla           | 200 m misti                  | 4 × 100 m st. libero           | 4 × 100 m mista                |
| 1985 Sofia Bulgaria          | 18ª in battera 1'04"02  | ---                      | ---                          | ---                            | 6ª - 4'15"43 :                 |
| 1987 Strasburgo Francia      | 5ª 1'01"99              | 5ª 2'14"55               | ---                          | ---                            | Argento: 4'10"04 :             |
| 1993 Sheffield Regno Unito   | 2ª in finale B 1'02"48  | 7ª in finale B 2'19"14   | ---                          | ---                            | 4ª - 4'12"37 :                 |
| 1995 Vienna Austria          | Argento 1'01"13         | elim. in battera 2'17"13 | elim. in batteria 2'20"85    | ---                            | 4ª - 4'12"85 :                 |
| 1997 Siviglia Spagna         | 5ª 1'00"56              | ---                      | ---                          | 7ª - 3'48"97 frazione: 57"75   | 4ª - 4'12"50 frazione: 1'00"49 |
| Europei in vasca corta       | 50 m farfalla           | 100 m farfalla           | ---                          | ---                            | 4 × 50 m mista                 |
| 1991 Gelsenkirchen Germania  | ---                     | ---                      | ---                          | ---                            | Argento: 1'55"84 :             |
| 1996 Rostock Germania        | elim. in batteria 28"44 | 4ª 1'00"81               | ---                          | ---                            | ---                            |
| Giochi del Mediterraneo      | 100 m dorso             | 100 m farfalla           | 200 m farfalla               | 200 m misti                    | 4 × 100 m mista                |
| 1983 Casablanca Marocco      | Bronzo 1'07"05          | Argento 1'03"60          | ---                          | ---                            | ---                            |
| 1987 Latakia Siria           | ---                     | Argento 1'02"75          | ---                          | Argento 2'22"24                | Oro: 4'16"05 :                 |
| 1991 Atene Grecia            | ---                     | ---                      | Argento 2'15"93              | ---                            | Oro: 4'18"81 :                 |
| 1997 Bari Italia             | ---                     | Oro 1'01"19              | ---                          | ---                            | Oro: 4'12"59 frazione:1'00"85  |
| Universiadi                  | 100 m farfalla          | ---                      | ---                          | ---                            | 4 × 100 m mista                |
| 1987 Zagabria Jugoslavia     | Oro 1'02"01             | ---                      | ---                          | ---                            | Argento: 4'14"57 :             |

### Altri risultati
Coppa latina (vengono elencate solo le gare individuali)
- 1984, Mérida,  Messico

100 m farfalla: oro, 1'04"57
- 1987, Buenos Aires,  Argentina

100 m farfalla: argento, 1'02"51
200 m farfalla: oro, 2'17"22
200 m misti: oro, 2'20"48
- 1989, Nizza,  Francia

100 m farfalla: argento, 1'02"83
- 1990, La Paz,  Messico

100 m farfalla: argento, 1'02"48
200 m farfalla: bronzo, 2'17"00
- 1993, Firenze,  Italia

100 m farfalla: argento, 1'02"25
200 m farfalla: bronzo, 2'15"38
200 m misti: oro, 2'20"21
- 1995, Belo Horizonte,  Brasile

100 m farfalla: bronzo, 1'03"19

### Campionati italiani
49 titoli individuali e 3 in staffette, così ripartiti:
- 22 nei 100 m farfalla
- 16 nei 200 m farfalla
- 11 nei 200 m misti
- 3 nella 4 × 100 m mista

| Anno | Edizione    | st.libero 100 m | st.libero 4×100 m | st.libero 4×200 m | dorso 100 m | farfalla 100 m | farfalla 200 m | misti 200 m | misti 400 m | mista 4 × 100 m |
| ---- | ----------- | --------------- | ----------------- | ----------------- | ----------- | -------------- | -------------- | ----------- | ----------- | --------------- |
| 1982 | Primaverili | -               | -                 | -                 | 2           | -              | -              | 3           | -           | -               |
| 1982 | Estivi      | -               | -                 | -                 | 2           | 2              | -              | -           | -           | -               |
| 1983 | Primaverili | -               | -                 | -                 | 3           | 2              | -              | 3           | -           | -               |
| 1983 | Estivi      | -               | -                 | -                 | 3           | 3              | -              | 3           | -           | -               |
| 1984 | Primaverili | -               | -                 | 2                 | 2           | 1              | -              | 2           | -           | -               |
| 1984 | Estivi      | -               | -                 | 3                 | -           | -              | -              | -           | -           | -               |
| 1985 | Primaverili | 2               | -                 | -                 | -           | 2              | -              | 1           | -           | -               |
| 1985 | Estivi      | -               | -                 | -                 | -           | 3              | -              | -           | -           | -               |
| 1986 | Primaverili | 3               | -                 | -                 | -           | 1              | 1              | 1           | -           | -               |
| 1986 | Estivi      | -               | -                 | -                 | -           | 1              | 2              | 1           | -           | -               |
| 1987 | Primaverili | -               | -                 | -                 | -           | 1              | 1              | 1           | 2           | -               |
| 1987 | Estivi      | -               | -                 | -                 | -           | 1              | 1              | 1           | -           | -               |
| 1988 | Primaverili | -               | -                 | -                 | -           | 1              | 1              | 3           | -           | -               |
| 1988 | Estivi      | -               | -                 | -                 | -           | 2              | 2              | -           | -           | -               |
| 1989 | Primaverili | -               | -                 | -                 | -           | 1              | -              | -           | -           | -               |
| 1990 | Primaverili | -               | -                 | -                 | -           | 1              | 1              | -           | -           | 3               |
| 1990 | Estivi      | -               | -                 | -                 | -           | 1              | 1              | -           | -           | 3               |
| 1991 | Primaverili | -               | -                 | -                 | -           | 1              | -              | -           | -           | -               |
| 1991 | Estivi      | -               | -                 | -                 | -           | 1              | 1              | 1           | -           | -               |
| 1992 | Primaverili | -               | -                 | -                 | -           | 1              | 1              | 1           | -           | -               |
| 1992 | Estivi      | -               | -                 | -                 | -           | 1              | 1              | -           | -           | -               |
| 1993 | Primaverili | -               | -                 | -                 | -           | 1              | 1              | 1           | -           | 1               |
| 1993 | Estivi      | -               | -                 | -                 | -           | 1              | 1              | -           | -           | 3               |
| 1994 | Primaverili | -               | 3                 | 2                 | -           | 1              | 1              | 2           | -           | 1               |
| 1994 | Estivi      | -               | -                 | -                 | -           | 1              | 1              | 1           | -           | 2               |
| 1995 | Primaverili | -               | -                 | -                 | -           | 1              | 1              | 1           | -           | -               |
| 1995 | Estivi      | -               | 2                 | -                 | -           | 1              | 1              | 1           | -           | -               |
| 1996 | Primaverili | -               | 3                 | -                 | -           | 1              | 1              | -           | -           | 3               |
| 1997 | Primaverili | -               | -                 | -                 | -           | 1              | -              | -           | -           | 1               |
| 1997 | Estivi      | -               | -                 | -                 | -           | 1              | -              | -           | -           | 2               |